# The Lightning Seeds
The Lightning Seeds est un groupe anglais de rock alternatif, originaire de Liverpool, formé par Ian Broudie.
The Lightning Seeds est surtout connu pour la chanson Three Lions, sortie à l’occasion du Championnat d'Europe de football 1996 organisé cette année-là en Angleterre. Ce titre est devenu l’un des hymnes officieux de l’équipe d'Angleterre de football. Deux versions de ce titre ont atteint le sommet du UK Singles Chart et il réapparait régulièrement dans les charts britanniques à l’occasion de grands tournois (Coupe du monde ou Championnat d'Europe) auxquels participe l’équipe d’Angleterre.

## Histoire
En 1989, Ian Broudie commence à enregistrer seul sous le nom de Lightning Seeds. Le nom est une déformation d'un vers de Raspberry Beret de Prince. Broudie fut membre du groupe Care au milieu des années 1980, mais en 1989, il est beaucoup plus connu en tant que producteur pour les groupes de Liverpool, notamment Echo and the Bunnymen, ou encore de l´album Veuillez rendre l'âme (à qui elle appartient) de Noir Désir, et beaucoup d'autres labels indépendants à l'époque.
Sorti le 29 juin 1989, le single Pure du premier album Cloudcuckooland atteint le top 20 britannique. Il entre aussi dans le top 40 du Billboard Hot 100 américain. Pure et All I want atteignent le top 10 du Alternative Songs.
Broudie reprend sa carrière de production après le succès du premier album de Lightning Seeds, mais il revient à la chanson en 1991 et passe de Rough Trade à Virgin. Il demande à Simon Rogers de collaborer en studio pour la production, les arrangements et l'instrumentation. Rogers, qui avait également contribué à la programmation du premier album de Lightning Seeds, continue d'être le partenaire de Broudie pendant le reste de la carrière de Lightning Seeds.
L'album Sense en 1992 comprend la chanson The Life of Riley, écrite par Broudie pour son fils, qui atteint le 28e place du UK Singles Chart. Une version instrumentale de la chanson devient plus tard mieux connue comme le thème du concours Goal of the Month de BBC Television. L'album Sense voit les premières collaborations d'écriture de chansons de Broudie avec l'ancien chanteur de The Specials Terry Hall. Le titre de l'album Sense est co-écrit par Hall.
Broudie signe les Lightning Seeds chez Epic Records, met d'autres projets de côté et se lance dans un programme de tournées.
À la fin de l'année 1993, il enregistre Jollification qui sort le 5 septembre 1994 et comprend des collaborations avec Terry Hall, Alison Moyet et Ian McNabb. La tournée promotionnelle débute en août 1994, Broudie est le seul membre permanent du groupe. La tournée bénéficie du succès du deuxième single de l'album Change, qui atteint la 13e place du UK Singles Chart, devenant ainsi le deuxième succès du groupe au Royaume-Uni. Elle est reprise pour la bande originale du film Clueless.
Au cours de cette période, un certain nombre de chansons sont enregistrées dans un studio privé dans une péniche, Eel Pie Studios, alors détenu par Pete Townshend pour le quatrième album studio Dizzy Heights. Le single Ready or Not atteint le top 20 du UK Singles Chart.
En 1996, la Fédération anglaise de football demande à Broudie d'écrire une chanson pour l'Angleterre qui reçoit le Championnat d'Europe de football 1996. Broudie accepte à la condition que les comédiens Frank Skinner et David Baddiel, les anciens animateurs de Fantasy Football League, participent. La chanson Three Lions est numéro 1 du UK Singles Chart et devient un chant de stade dans le Royaume-Uni et aussi en Allemagne.
En 1997, Lightning Seeds prend part au Hillsborough Justice Concert, qui se tient au stade Anfield de Liverpool, pour recueillir des fonds pour les familles dans leur lutte pour la justice. Au cours de cette période, le groupe obtient trois autres succès au Top 20 du Royaume-Uni, dont une reprise de The Turtles You Showed Me, qui devient l'un de leurs plus grands succès. Elle a une carrière internationale en faisant partie de la bande originale d’Austin Powers. Suivent l'anthologie Like You Do... et une tournée promotionnelle dans le Royaume-Uni. En 1998, Broudie refait et enregistre une version mise à jour de Three Lions pour la Coupe du monde de football de 1998 en France. Three Lions '98 est à nouveau numéro 1 du UK Singles Chart. The Lightning Seeds joue au Glastonbury Festival et V Festival.
L'album Tilt en 1999 s'oriente vers la danse et présentait des collaborations avec Stephen Jones.
Pris par d'autres projets, notamment une carrière solo, Broudie met fin aux Lightning Seeds en 2000.
Le deuxième best of du groupe paraît le 12 juin 2006 avec une nouvelle version de Three Lions. En 2009, Sony produit une nouvelle collection de chansons sous le titre Four Winds, mais l'album est refusé puis sort chez Universal.
Le 22 août 2014, les chansons et la carrière de Ian Broudie sont célébrées lors d'un concert au Liverpool Philharmonic Hall, mettant en vedette l'Orchestre philharmonique royal de Liverpool et des prestations par  Ian McCulloch (Echo and the Bunnymen), Miles Kane (The Last Shadow Puppets), Terry Hall (The Specials), James Skelly (The Coral) et Broudie lui-même avec un groupe comprenant Sean Payne (The Zutons), Bill Ryder Jones and Nick Power (The Coral) et le fils de Broudie, Riley.
En décembre 2016, les Lightning Seeds sont la première partie de Madness lors de leur tournée britannique d'avant-Noël.
Selon l'Official UK Charts on 13 July 2018, la première version de Three Lions est à nouveau numéro un, accompagnant la performance de l'équipe d'Angleterre dans la Coupe du monde de football de 2018.

## Membres

### Membres actuels
- Ian Broudie : chant, guitare, claviers (1989–2000, depuis 2006)
- Martyn Campbell : bass, chœur (1994–2000, depuis 2009)
- Riley Broudie : guitare rythmique (depuis 2009)
- Abi Harding : saxophone, claviers, chœur (depuis 2016)
- Jim Sharrock : batterie, chœur (depuis 2016)

### Anciens membres
- Ali Kane : claviers (1994–1996)
- Angie Pollock : claviers, chœur (1996–2000, 2009)
- Chris Sharrock : batterie (1994–1997)
- James Bagshaw : claviers (2010)
- Keith York : batterie (1997–1998)
- Mathew Priest : batterie (1997)
- Paolo Ruiu : basse (2006)
- Paul Hemmings : guitare (1994–1998)
- Raife Burchell : batterie (2010)
- Rob Allum : batterie (2009–2010)
- Sean Payne : batterie (2011–2012)
- Simon Rogers : guitare, basse, claviers (1992–2000)
- Zak Starkey : batterie (1998–2000)

## Discographie

### Albums studio
- 1990 - Cloudcuckooland
- 1992 - Sense
- 1994 - Jollification
- 1996 - Dizzy Heights
- 1999 - Tilt
- 2009 - Four Winds
- 2022 - See You in the Stars

### Compilations
- 1997 - Like You Do... Best of The Lightning Seeds
- 2003 - Life Of Riley: The Lightning Seeds Collection (Compilation faces A/Faces B période 1989-1992)
- 2006 - The Very Best of The Lightning Seeds

## Source de la traduction
- (en) Cet article est partiellement ou en totalité issu de l’article de Wikipédia en anglais intitulé « The Lightning Seeds » (voir la liste des auteurs).